# استوديو إينغي
شركة إينغي المحدودة (باليابانية: 株式会社エンギ، بالروماجي: Kabushiki-gaisha Enji) هو استوديو رسوم متحركة ياباني، تأسس في 4 أبريل 2018، من قبل كادوكاوا، شركة سامي، و ألترا سوبر بيكتشرز،  ويقع مقره في سوغينامي في طوكيو.

## أعمال الاستوديو

### مسلسلات أنمي تلفزيونية
| العنوان                                | المخرج          | تاريخ بداية العرض | تاريخ نهاية العرض | عدد الحلقات | المراجع |
| -------------------------------------- | --------------- | ----------------- | ----------------- | ----------- | ------- |
| Kemono Michi: Rise Up ‏                 | كازويا ميورا    | 2 أكتوبر 2019     | 18 ديسمبر 2019    | 12          | [ 4 ]   |
| اوزاكي تشان يريد الخروج!               | كازويا ميورا    | 10 يوليو 2020     | 25 سبتمبر 2020    | 12          | [ 5 ]   |
| Full Dive                              | كازويا ميورا    | 7 أبريل 2021      | TBA               | 12          | [ 6 ]   |
| المحقق ميت فعلا                        | مانابو كوريهارا | 4 يوليو 2021      | TBA               | TBA         | [ 7 ]   |
| Kantai Collection Project [الإنجليزية] | TBA             | 2022              | TBA               | TBA         | [ 8 ]   |

## وصلات خارجية
- الموقع الرسمي باللغة اليابانية
- استوديو إينغي على موقع ANN company (الإنجليزية)